# Logistikdrohne

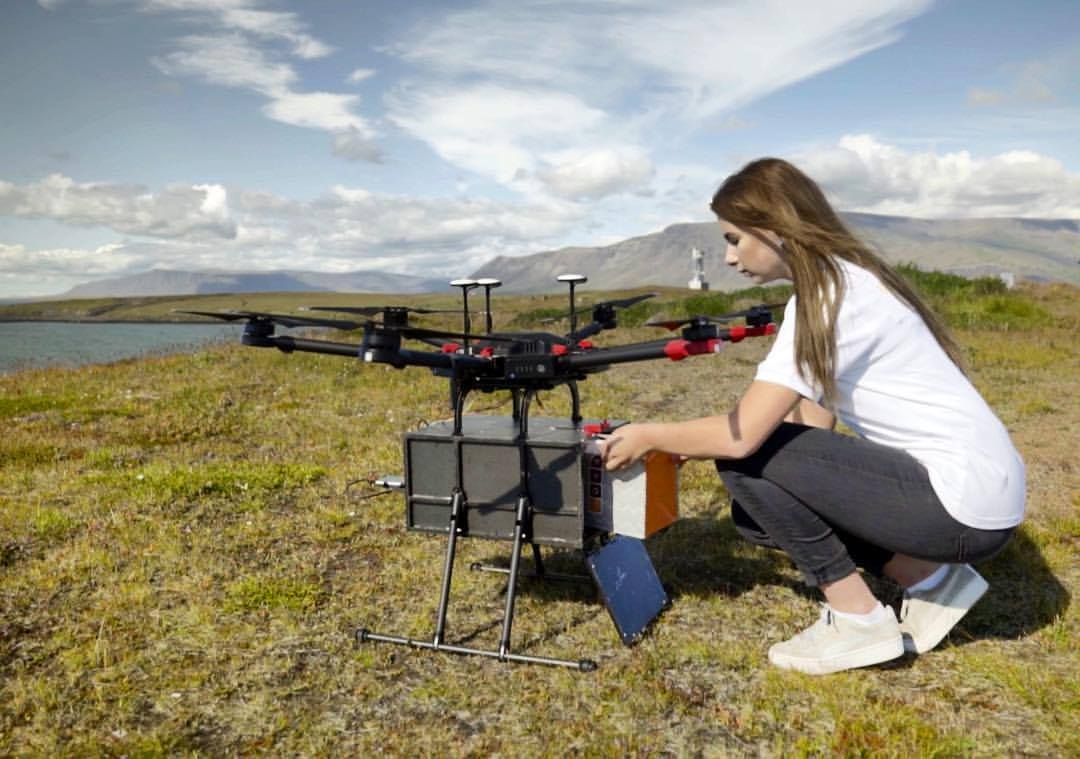
Frau nimmt Lieferung einer Logistikdrohne entgegen

Logistikdrohnen (auch Paketdrohnen) sind unbemannte Luftfahrzeuge, die zum Transport von Waren eingesetzt werden.

## Einsatz

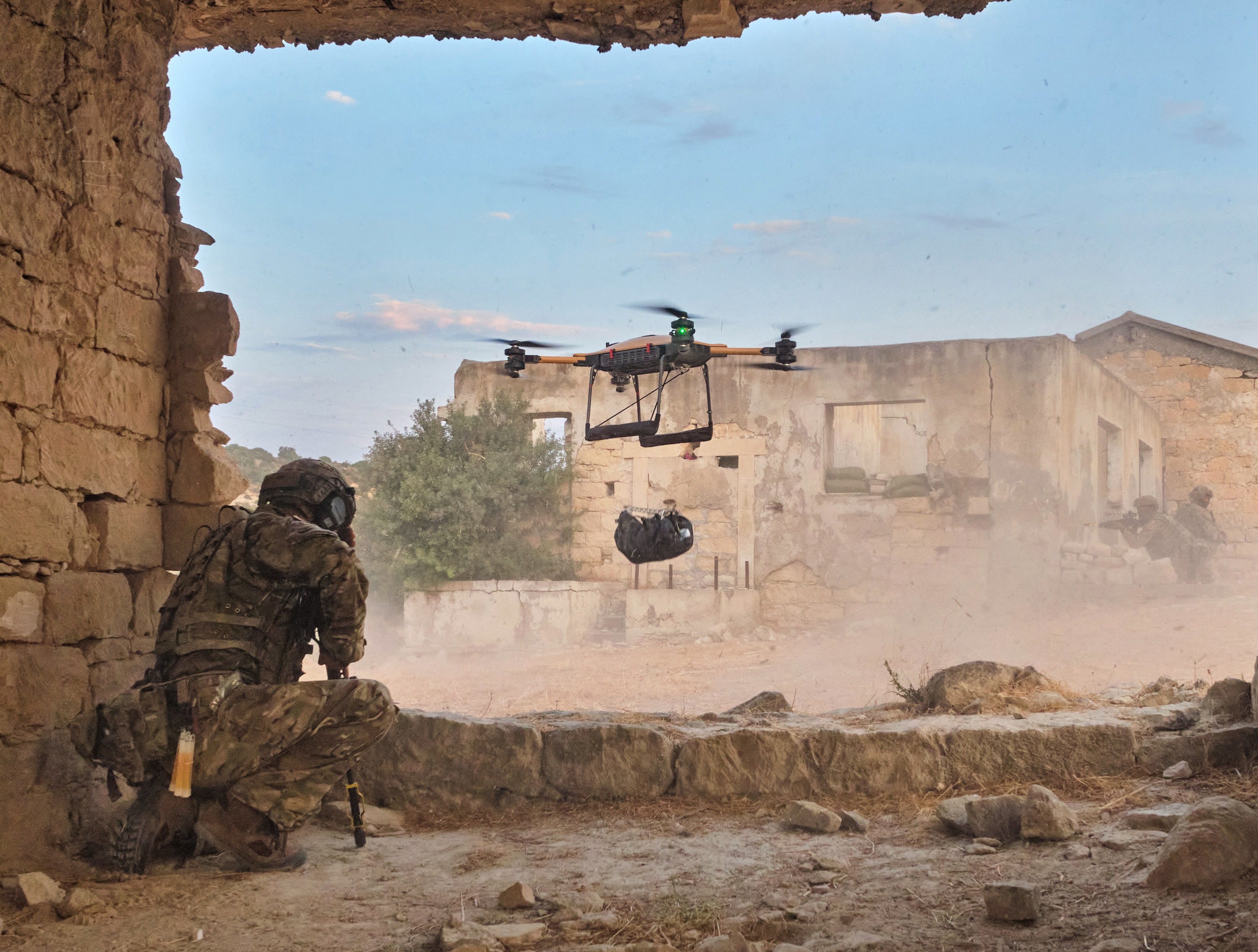
Während einer Gefechtsübung erhalten Soldaten Nachschub durch eine Drohne.

Für die Logistik, derzeit vor allem im Nahbereich, werden derzeit (Stand 2014)[veraltet] verschiedene Technologien zum Standardtransport von Waren und Gütern per Drohne aus der Luft getestet. Als Anwendungsgebiete sind zum einen der innerbetriebliche und außerbetriebliche Transport sowie der Versand und die Verteilung von Gütern geplant.
Innerhalb von Lagerhallen müssen Unternehmen keine Fluggenehmigungen für den öffentlichen Luftraum einholen und Drohnen können zur Automatisierung von Hochregal- und anderen Lagersystemen eingesetzt werden. In manchen Fällen sind Zulassung, Einsatz und mögliche Konfliktszenarien noch unzureichend geklärt.

## Probleme

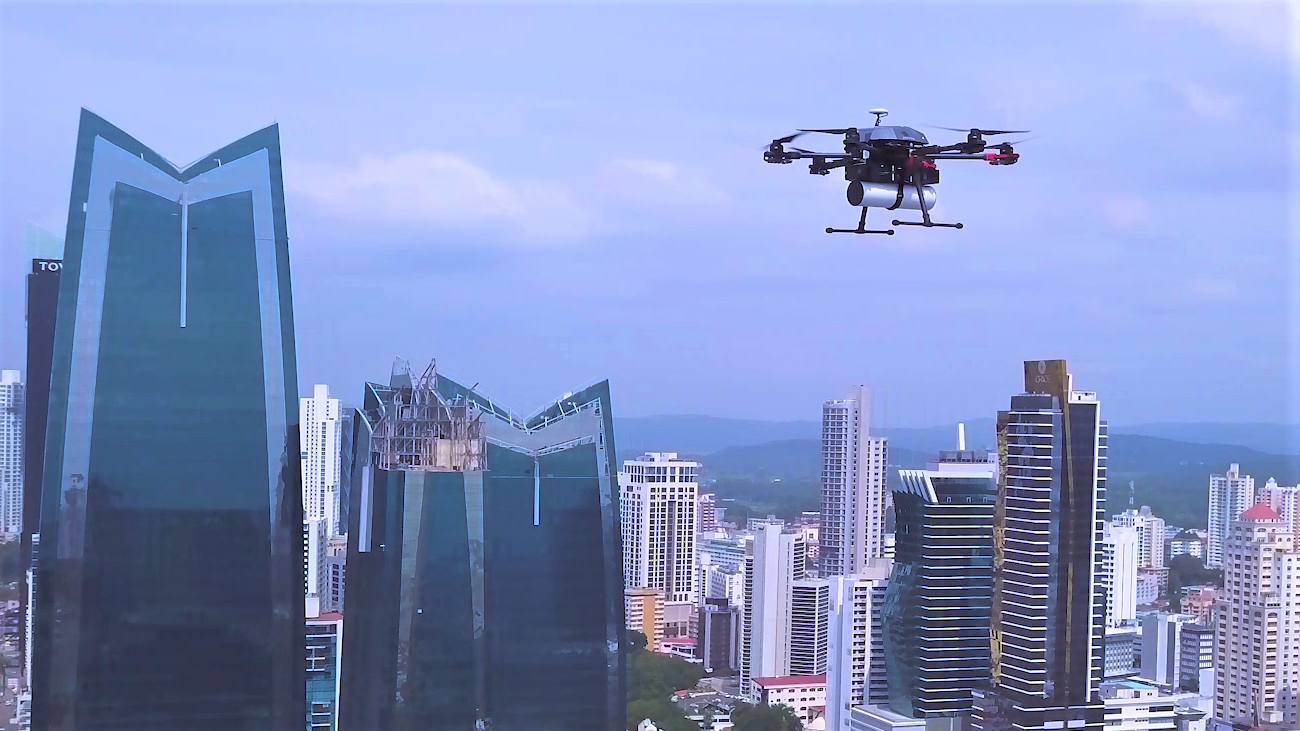
Drohne fliegt über Panama-Stadt

Hindernisse und Probleme beim Einsatz von Logistik-Drohnen können sein:
- Eine einheitliche Verkehrsregelung und insbesondere der hierzu dringend benötigte Schulterschluss zwischen bemannter und unbemannter Luftfahrt, findet nur unzureichend statt. Bestehende Konzepte dazu, wie z. B. der durch die Europäische Union und Eurocontrol initiierte U-Space, werden oftmals zögerlich und zu unkonkret von den nationalen Staaten vorangetrieben. Moderne, IT-basierte Ansätze zur Verkehrssteuerung werden nicht zielstrebig genug weiterentwickelt. Kerntechnologien in diesem Bereich, wie Cloud-Lösungen und Künstliche Intelligenzen, werden (anders als in China) im europäischen Raum selten vorangetrieben.
- Der Verkehr von Transportdrohnen bis 150 kg Abfluggewicht wird bisher nicht nennenswert subventioniert. Damit bleibt es unmöglich die subventionierten und etablierten Transportmittel in den Betriebskosten zu unterbieten oder zumindest gleichzuziehen.
- Verantwortlichkeiten zur Luftraumüberwachung und zur Flugverkehrskontrolle sind bisher nicht flächendeckend gelöst.

## Rechtliche Situation
Für den kommerziellen Einsatz über längere Strecken war es früher nur in Einzelfällen möglich eine Zulassung zu erwirken. Dies hat sich mit Einführung der neuen EU-Drohnenverordnung seit 31. Dezember 2020 maßgeblich verändert. Für den professionellen/industriellen Einsatz gibt es keine Begrenzungen was die Größe und das Gewicht angeht und nur noch wenige was das Missionsprofil betrifft. Die Zulassungsprozeduren steigen allerdings proportional zu den ermittelten Risikofaktoren des geplanten Einsatzes. Sobald ein bestimmtes Missionsprofil in einem EU-Mitgliedsstaat genehmigt wurde, wird es i. d. R. auch von allen anderen Mitgliedstaaten anerkannt.
In den Vereinigten Staaten veröffentlichte die zuständige Luftfahrtbehörde im Jahr 2015 ein Regelwerk für kommerzielle eingesetzte Drohnen. Drohnen dürfen nur von Personen über 17 Jahren, die eine Prüfung absolviert haben, geflogen werden. Die Drohne muss sich immer in Sichtweite des Piloten befinden (ähnlich wie bei Modellfluggeräten). Es darf nur bei Tag geflogen werden und nicht über Personen und Personengruppen. Amazon zeigte sich verärgert über die neuen Regelungen und erwägt nun, seine geplanten Logistikdrohnen in anderen Ländern einzusetzen.

## Logistikunternehmen mit Drohneneinsatz

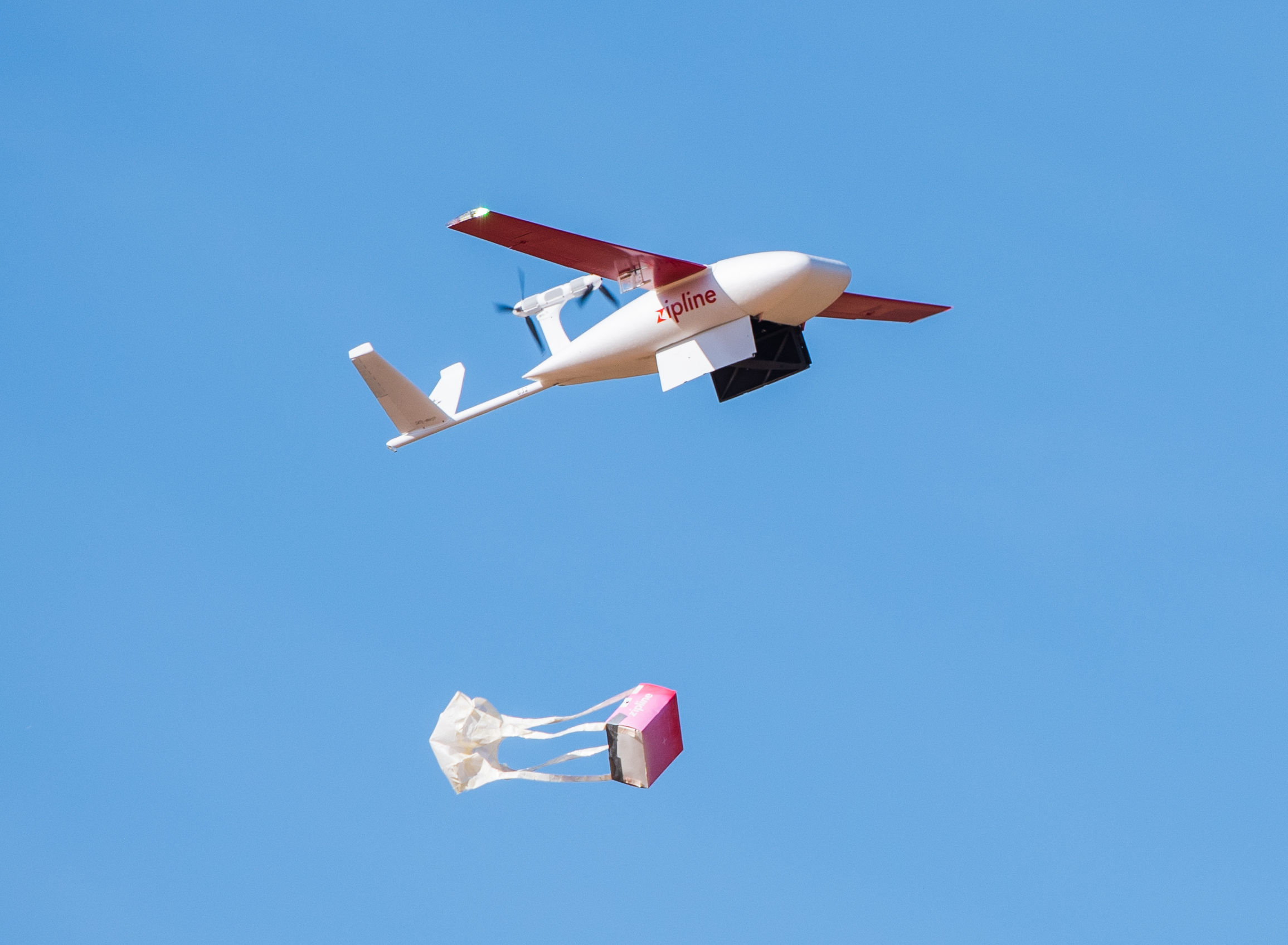
Zipline-Drohne wirft Paket ab

### Produktivbetrieb

#### Zipline, Ruanda
Seit 2016 liefert das ruandische Unternehmen Zipline regelmäßig Blut- und Plasmakonserven, Medikamente und Impfstoffe mit unbemannten, katapultgestarteten Kleinflugzeugen an verschiedene Krankenhäuser und andere Gesundheitseinrichtungen in Ruanda aus. Am Zielort wird die Fracht an Fallschirmen aus Wachspapier abgeworfen, die Drohne kehrt zum Logistikstützpunkt zurück. Die Transportzeit reduziert sich damit von etwa vier Stunden auf unter eine Stunde, die Kosten sollen vergleichbar mit dem Transport auf der Straße sein. Laut Weltwirtschaftsforum sei Ruanda das einzige Land, das systematisch Transportdrohnen einsetze. Bis April 2019 wurden über 13.000 Lieferungen durchgeführt, 65 % der Blutkonserven außerhalb der Hauptstadt Kigali wurden mit den Drohnen von Zipline ausgeliefert.

#### Schweizerische Post
Die Schweizerische Post transportiert seit Oktober 2017 regelmäßig medizinische Produkte und Blutproben mit autonomen Lieferdrohnen in den Schweizer Städten Lugano, Bern und Zürich. Die Transportzeit reduziert sich um bis zu 80 % (in Lugano von 45 Minuten auf 5 Minuten), weil die Drohne entlang der Luftlinie und unabhängig vom Verkehr fliegt. Es handelt sich um den weltweit ersten, kommerziellen Betrieb in städtischem Gebiet. Die Flüge wurden vom Schweizerischen Bundesamt für Zivilluftfahrt (BAZL) bewilligt.

#### Royal Mail, UK
Mehrere Jahre erfolgten Versuche – etwa die Zustellung während der Zeit der Covid19-Pandemie von Medikamenten und Impfstoffen zu den kleinen Inseln am Rand des Vereinigten Königreichs. Ab 14. August 2023 sollen vorerst 3 Monate lang ab der Orkney-Ortschaft die nahen Inseln Hoy (Orkney) und Graemsay angeflogen werden. Drohnen müssen in UK mit Blickkontakt geflogen werden. Also muss der Starter in Stromness die Drohne im Auge behalten, bis sie der Pilot am Ziellandeplatz sehen und übernehmen kann.

### Versuchsbetrieb

#### Amazon
Am 2. Dezember 2013 (Cyber Monday) gab Amazon-Chef Jeff Bezos in einem CBS-Interview bekannt, dass Amazon unter dem Label Prime Air die Auslieferung von Bestellungen mit Rotor-Drohnen für 2014 plant. Der Einsatz wurde für die Vereinigten Staaten anvisiert. Die vorgesehenen Drohnen verfügen über acht kleine Rotoren und können eine Nutzlast von maximal 2,5 kg transportieren. Die Reichweite beträgt 16 km. Ihr Einsatz zur Auslieferung im Internet bestellter Lebensmittel wird angesichts ihrer geringen Traglast vorerst nicht erwogen.
Im Dezember 2016 lieferte Amazon erstmals die Bestellung eines Kunden in Cambridge mit Hilfe einer vollautomatischen Drohne aus. Von der Bestellung bis zur Lieferung vergingen dabei 13 Minuten. In der Testphase sollen zunächst zwei Kunden in der Gegend auf diese Weise beliefert werden, später „hunderte“.

#### Google

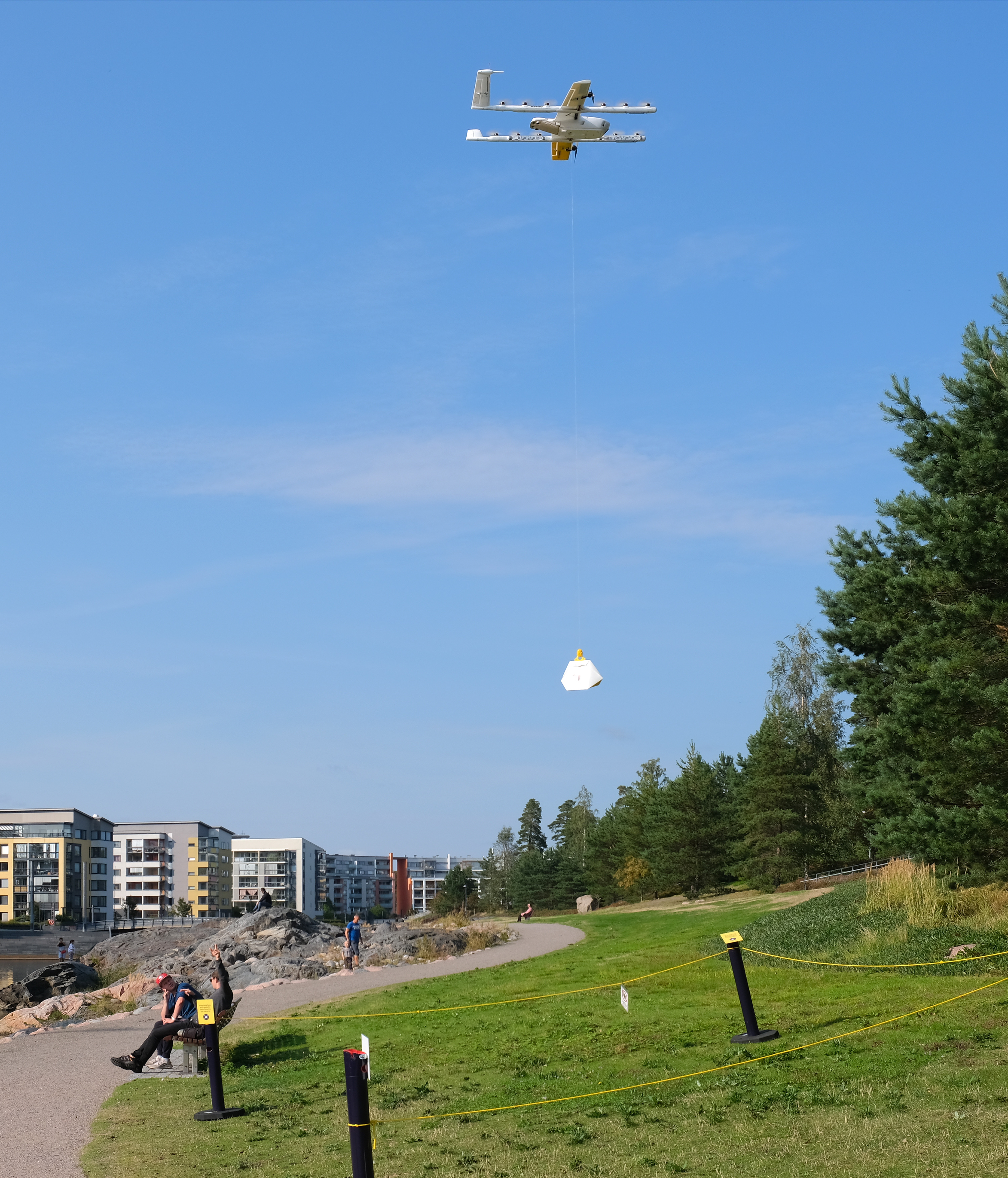
Drohne des Unternehmens Wing lässt ein Paket auf das Ziel hinab

Das US-Unternehmen entwickelt in Konkurrenz zu Amazon ebenfalls Fluggeräte, die Produkte innerhalb kürzester Zeit zum Kunden bringen sollen. Zum Einsatz kommen sollen sie in schwer zugänglichen Gebieten ebenso wie in Millionenstädten mit dichtem Verkehr. Als Konkurrent zu Amazon bietet Google bereits heute an, in Zusammenarbeit mit Händlern in San Francisco, Los Angeles und New York City bestellte Waren noch am selben Tag zuzustellen. Das Drohnen-System soll ermöglichen, Waren innerhalb weniger Minuten auszuliefern, sagte Google-entwickler Astro Teller der „Berliner Zeitung“. Bis 2016 solle das Liefersystem zur Marktreife gebracht werden.[veraltet] Mit einem Prototyp hat Google in Australien bereits zwei Farmen beliefert. Aus Sicherheitsgründen würden die Drohnen nicht landen und die Ware über ein Seil herablassen.

#### Deutsche Post / DHL
Die Deutsche Post AG erforschte ebenfalls den Einsatz von Paketkoptern für besonders eilige Sendungen. DHL startete 2014 einen Feldversuch eines Liniendienstes per Paketkopter zwischen der Hafenstadt Norden und der Nordsee-Insel Juist über mehrere Monate. DHL testete die Drohne gemeinsam mit der Rheinisch-Westfälischen Technischen Hochschule Aachen (RWTH). Das Gerät der Firma microdrones mit vier elektrisch betriebenen Rotoren flog eine festgelegte Route über das Wattenmeer automatisch ab. Je nach Wind benötigt sie für die 12 km lange Strecke zur „Seehund“-Apotheke auf der Insel rund 16 Minuten. In Notfällen kann nach DHL-Angaben über eine mobile Bodenstation eingegriffen werden. Es waren Genehmigungen der Flugsicherung, der Nationalparkverwaltung Wattenmeer und anderer Stellen nötig. Die Entwicklung der Drohne wurde offiziell im August 2021 eingestellt.

#### DroneUp und blueflite
Im Jahr 2024 wurde blueflite von der US Drohnenlieferfirma DroneUp ausgewählt, Teil ihre autonomen Drohnenökosystems zu werden, um schnelle, sichere und zuverlässige Lieferungen innerhalb eines 15-Meilen-Radius von Partnerlieferanten von DroneUp zu unterstützen.

#### Französische Post / DPD
Die DPDgroup hat im Dezember 2016 nach eigenen Angaben den ersten kommerziellen Linienverkehr mit Lieferdrohnen aufgenommen. Die Drohne legt dabei zwischen einem Paketshop in Saint-Maximin-la-Sainte-Baume und einem Startup-Gründerzentrum in Pourrières eine Distanz von 15 km zurück und kann bis zu 3 kg Nutzlast transportieren. Sie fliegt dabei vollautomatisch, wird aber von einem Kontrollzentrum aus überwacht.

#### Gourmair.ch
Das Unternehmen hat im November 2020 angekündigt, bereits im Jahr 2021 in verschiedenen Regionen der Schweiz Essensbestellungen mit der Drohne auszuliefern. Interessierte Personen können sich mit der Adresse registrieren. Der Service soll schrittweise eingeführt werden.

#### Schweizerische Post
Die Schweizerische Post hat im Oktober 2017 den weltweit ersten kommerziellen Linienverkehr mit Lieferdrohnen über besiedeltem bzw. städtischem Gebiet aufgenommen. Eine Drohne transportiert seither zwischen zwei Spitälern in Lugano Blutproben. Weitere Linien wurden in den Schweizer Städten Bern und Zürich in Betrieb genommen. Die Schweizerische Post hat nach einem Drohnenabsturz am 25. Januar 2019 die Testflüge vorerst eingestellt. Die Drohne stürzte aus noch unbekannten Gründen in den Zürichsee. Am 27. Januar wurde sie von Tauchern der Zürcher Seepolizei gefunden und am 28. Januar geborgen. Nachdem der Flugbetrieb wieder aufgenommen werden konnte, kam es am 9. Mai zum nächsten Absturz, so dass der Betrieb erneut schweizweit eingestellt wurde. Dieses Mal stürzte die rund 10 Kilogramm schwere Drohne ungebremst, da sich der Fallschirm von der Drohne gelöst hatte, nur rund 50 Meter neben einer Waldspielgruppe (vgl. Waldkindergarten) mit spielenden Kindern und deren zwei Betreuerinnen zu Boden.

#### United Parcel Service
Der Paketdienst United Parcel Service (UPS) denkt ebenfalls über den Einsatz von automatisch fliegenden Transportrobotern nach. „Der kommerzielle Einsatz von Drohnen ist eine interessante Technologie und wir prüfen dies weiterhin“, sagte laut FAZ ein Sprecher dem US-Blog „The Verge“. UPS experimentiert bereits mit einer Flotte von Mini-Drohnen für den Paket-Transport.

#### FedEx
Am 18. Oktober 2019 erfolgte beim Logistik-Dienstleister FedEx nach Erhalt eines Air Carrier Certificate für die beauftragte Firma Wings die erste Zustellung eines Paketes durch eine Drohne. Diverse Unternehmen wie UPS, die Schweizer Post und andere hatten zuvor schon eigene Systeme getestet.

#### UPS und Wingcopter
Da das deutsche Drohnenunternehmen Wingcopter erste Erfahrungen mit dem Aufbau einer Drohnenlieferstrecke für das Pharmaunternehmen Merck KGaA aufgebaut hat, entstand Anfang 2020 eine Kooperation mit UPS.

## Drohnen als Tatwerkzeug
Mit einer größeren Verbreitung von Logistikdrohnen nahm auch deren Verwendung bei Straftaten zu, so wurden bspw. mehrfach Versuche unternommen, Drogen und Mobiltelefone mittels Drohnen in deutsche Gefängnisse zu schmuggeln. Im Dezember 2014 stürzte eine mit Drogen beladene Drohne beim Anflug auf ein Zellenfenster des Hamburger Untersuchungsgefängnisses im Stadtzentrum auf das Dach der Anstalt. Der Spiegel berichtete, der Quadrokopter sollte laut Ermittlern ein Paket mit Marihuana, einem iPhone und einem USB-Stick mit Filmen direkt zu einer Zelle ausliefern. Der Häftling hätte es durch die Gitterstäbe greifen können.
Am 4. Dezember war bereits eine „Drogen-Drohne“ im Freistundenhof des Gefängnisses in Bremen-Oslebshausen abgestürzt. Am Rumpf der Drohne vom Typ DJI Phantom 1 hing ein Plastikbehälter eines Kinder-Überraschungseis, gefüllt mit zehn Gramm Marihuana.
Infolge der Häufung derartiger Fälle versuchten Gefängnisse zunächst mithilfe von GPS-Jammern die Navigation der Drohnen zu stören. Allerdings ist der Einsatz derartiger Geräte nach den Kriterien der Bundesnetzagentur problematisch, da Störsender verboten sind und alle Geräte auch im Umkreis gestört werden.
Als erstes Bundesland stimmte die Bremische Bürgerschaft im September 2015 über eine Flugverbotszone über den Justizvollzugsanstalten des Landes ab. Angeregt wurde das Verbot von dem Senator für Inneres. Hamburg hatte das Thema bereits in die Staatssekretärsrunde auf Bundesebene eingebracht.

## Ähnliches
Seit einigen Jahren bietet ein chinesischer Hersteller Multikopter-Drohnen an, die den Seilzug für Leiterseile von (Hochspannungs-)Freileitungen initiieren. Sie können das erste Vorseil in spezielle Seilrollenblöcke am Isolator am Leitungsmast einfädeln und auch über eine Schlucht oder ein Gewässer ziehen und bei den folgenden Masten einfädeln. Das Anklemmen und das Entfernen der Rollen erfolgt danach von Kletterern.